# Generalkogel
Der Generalkogel (bis ins 19. Jahrhundert Brennkogel) ist ein 713 m ü. A. hoher Hügel im westlichen Teil des Grazer Berglandes im österreichischen Bundesland Steiermark. Die Erhebung liegt unweit nordwestlich der Landeshauptstadt Graz und ist für das Grab der Generalin bekannt, das 2009 eine Neugestaltung erfuhr.

## Lage und Umgebung
Der Generalkogel bildet den westlichen Abschluss des Steinkogel-Frauenkogel-Zuges (auch Generalkogelmassiv), der das Gratkorner Becken im Norden vom Thaler Becken im Süden trennt. Über den Gipfel verläuft die Gemeindegrenze zwischen Gratwein-Straßengel und Sankt Oswald bei Plankenwarth. Die Grazer Stadtgrenze befindet sich rund 2 km östlich des Gipfels. Gut sichtbar ist der Hügel, der im Westen durch Luttengraben und Rötzgraben vom Kugelberg getrennt wird, vor allem von Norden (Gratwein, Gratkorn und Judendorf-Straßengel). Er ist Teil des Landschaftsschutzgebiets Westliches Berg- und Hügelland von Graz (LSG-39) und von zwei Seiten aus auf Wanderwegen erreichbar.

## Geologie und Geomorphologie
Der Berg besteht aus devonischen Dolomiten, die dem Grazer Paläozoikum angehören. Er markiert den westlichen Ausläufer eines dolinen- und kuppenreichen Karstplateaus, das im Bereich des Steinkogels (mit 742 m die höchste Erhebung dieses Bergzuges) seine größte Ausdehnung erreicht. Aufgelagert sind Schotter aus dem Pannon. Der Generalkogel stellt eine jener Kuppen dar, die das höchste Niveau um etwa 30 bis 40 m überragen. Es dürfte sich dabei um stark überformte Relikte eines subtropischen Kegelkarstes handeln, die auf das obere Miozän zurückgehen.

## Grab der Generalin
Seinen Namen verdankt der Generalkogel einem besonderen Umstand. Seit 1849 befindet sich am Gipfel das Grab einer ehemaligen Herrin des nahe gelegenen Schloss Plankenwarth. Emilie Sarah Engelbronner d’Aubigny de Peché stammte aus einer Hugenottenfamilie, die im 16. Jahrhundert aus dem katholischen Frankreich vertrieben worden war. Sie kam 1772 in Norddeutschland als Tochter eines Pastors zur Welt. Nach wohlbehüteter Kindheit und guter Erziehung wanderte sie Anfang des 19. Jahrhunderts nach Indien aus, wo sie in Kalkutta ein Institut für Mädchenerziehung gründete und sich durch Handelsgeschäfte mit indischen Waren ein gewisses Vermögen verdiente. Darüber hinaus lernte sie in Indien den britischen Colonel John Peché kennen, den sie, zurück in ihrer Heimat, an dessen Sterbebett ehelichte. Neben einem beträchtlichen materiellen Nachlass ging als seine Ehefrau sein Titel auf sie über und sie konnte sich von nun an „Generalin“ nennen.
Aus unbekannter Ursache verschlug es die Generalin in die Steiermark, wo sie Herrschaft und Schloss Plankenwarth erwarb. Hier traf sich fortan die protestantische Elite von Graz, was bei der katholisch-bäuerlichen Bevölkerung ebenso für Aufsehen sorgte wie das Halten exotischer Tiere und einer indischen Sklavin. Am 27. Oktober 1849, drei Tage vor ihrem Tod, ließ die Generalin testamentarisch verfügen, am Brennkogel zwischen Plankenwarth und Thal begraben zu werden, nachdem sie dieses Vorhaben im Jahr zuvor bei der steirischen Landesregierung abgesegnet hatte. Der Legende zufolge ließ sie sich zusammen mit ihren Jagdhunden begraben. In der Hoffnung, wertvolle Güter zu erbeuten, erfolgten illegale Grabungen, von tatsächlichen Funden ist jedoch nichts bekannt. Tod und Begräbnis sind im Totenbuch der Grazer Heilandskirche verzeichnet. Ihre ältere Schwester Nina d’Aubigny von Engelbrunner (1770–1847), eine Schriftstellerin, lebte zuletzt in Krumegg und ist in Nestelbach bei Graz begraben. 
Heute erinnert in dem in Besitz von Schloss Oberthal befindlichen Wald neben einer einfachen Grabplatte ein Holzkreuz an das Grab. Anlässlich des 160. Todestages erfuhr die Gedenkstätte 2009 unter der Leitung von Historiker Walter Brunner eine Neugestaltung, bei der sowohl die Grabplatte als auch eine Informationstafel aufgestellt wurden. Finanzielle Unterstützung kam dabei von Familie Rantzau (Schloss Oberthal), den Gemeinden Thal und Sankt Oswald bei Plankenwarth sowie dem damaligen Landeshauptmannstellvertreter Hermann Schützenhöfer.

## Bilder

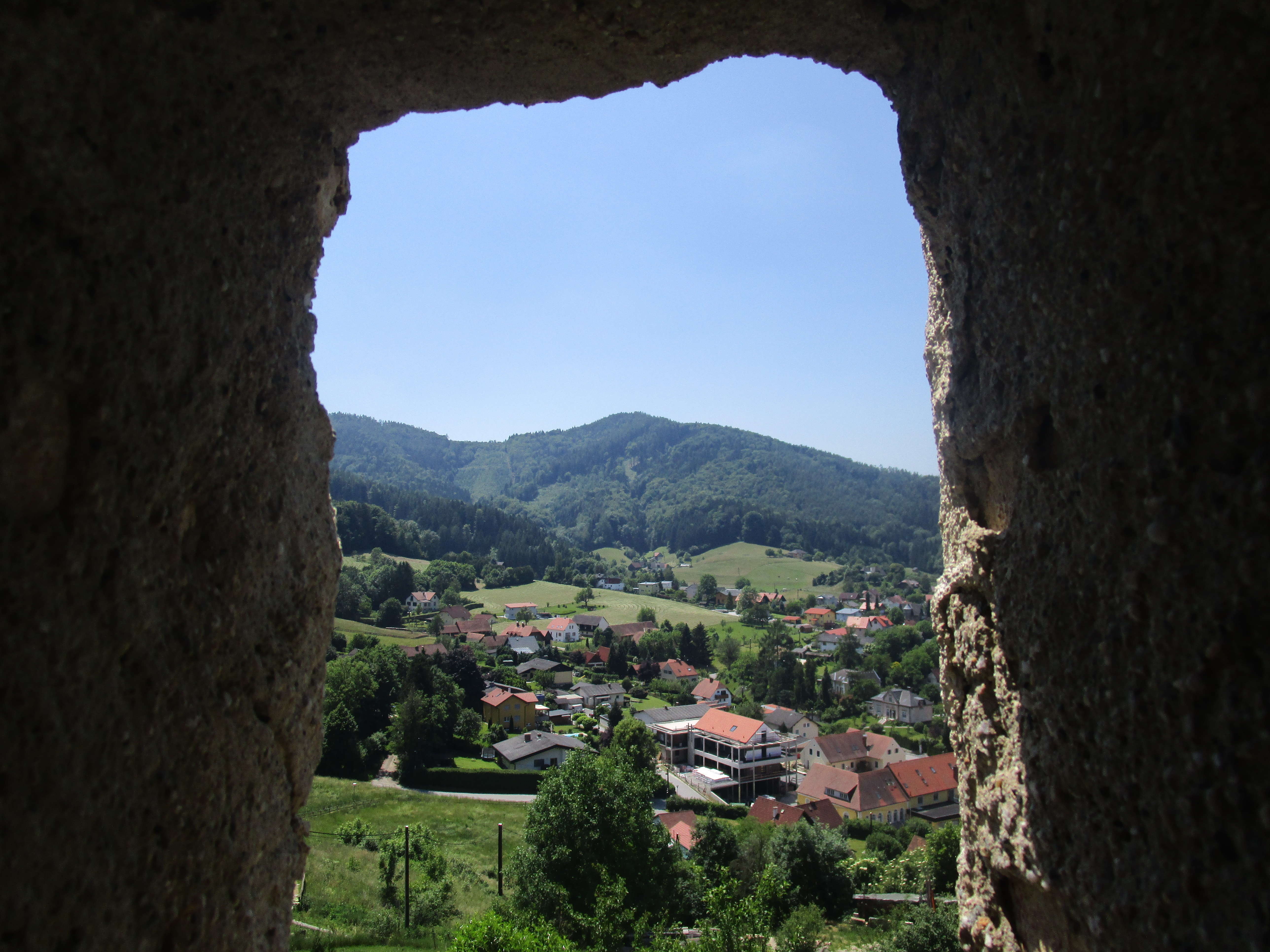
Generalkogel von Maria Straßengel
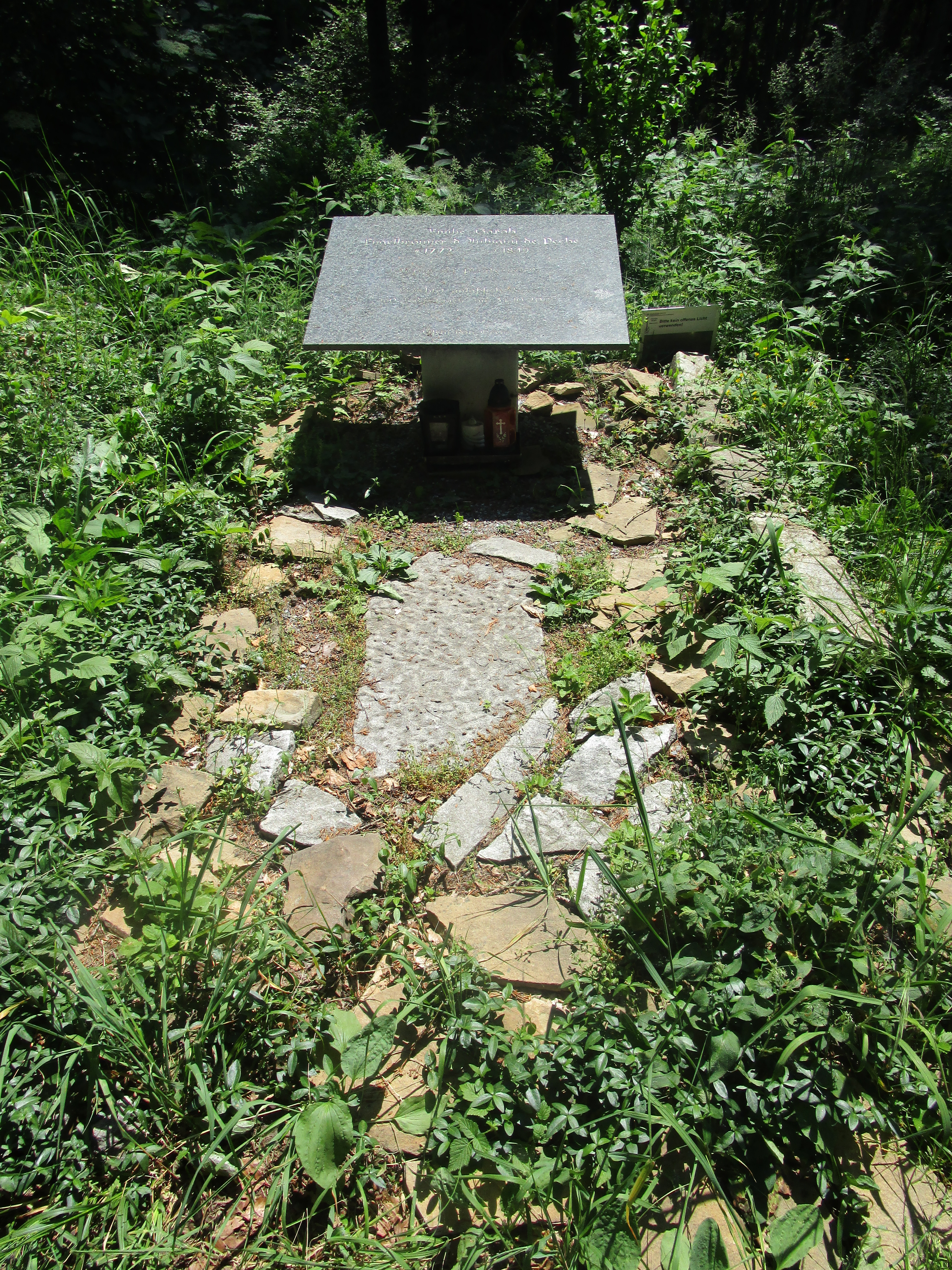
Grab der Generalin
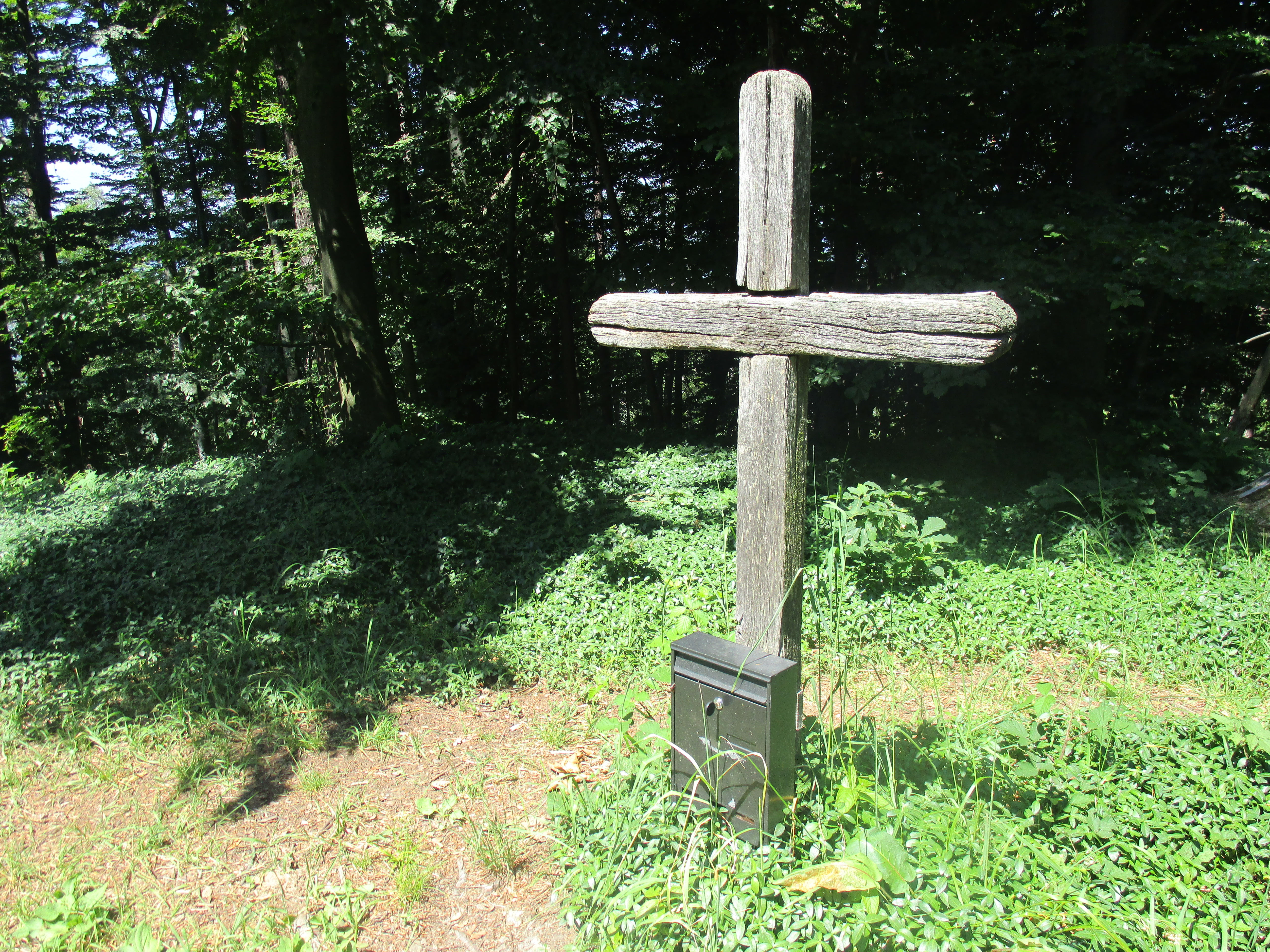
Holzkreuz
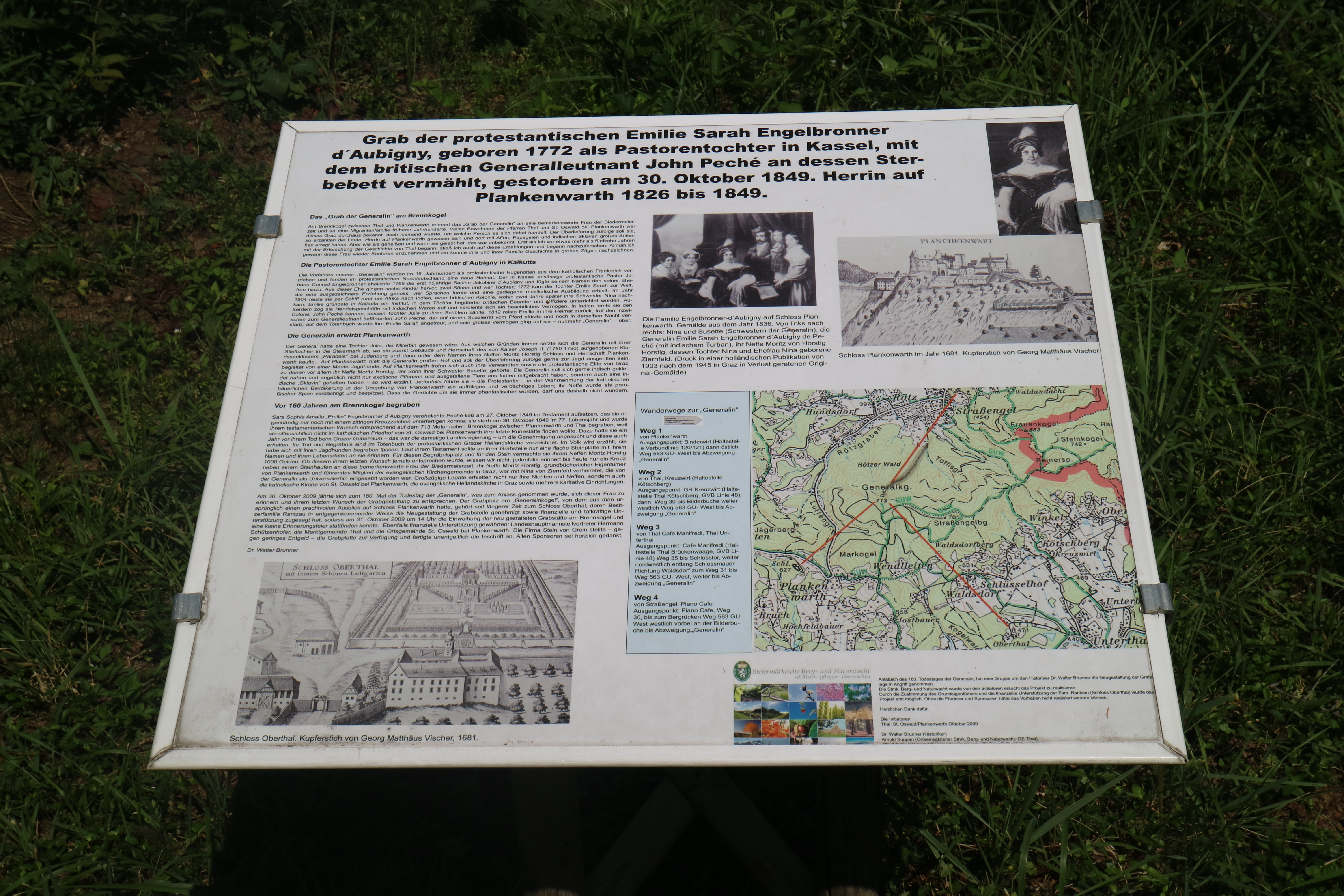
Informationstafel
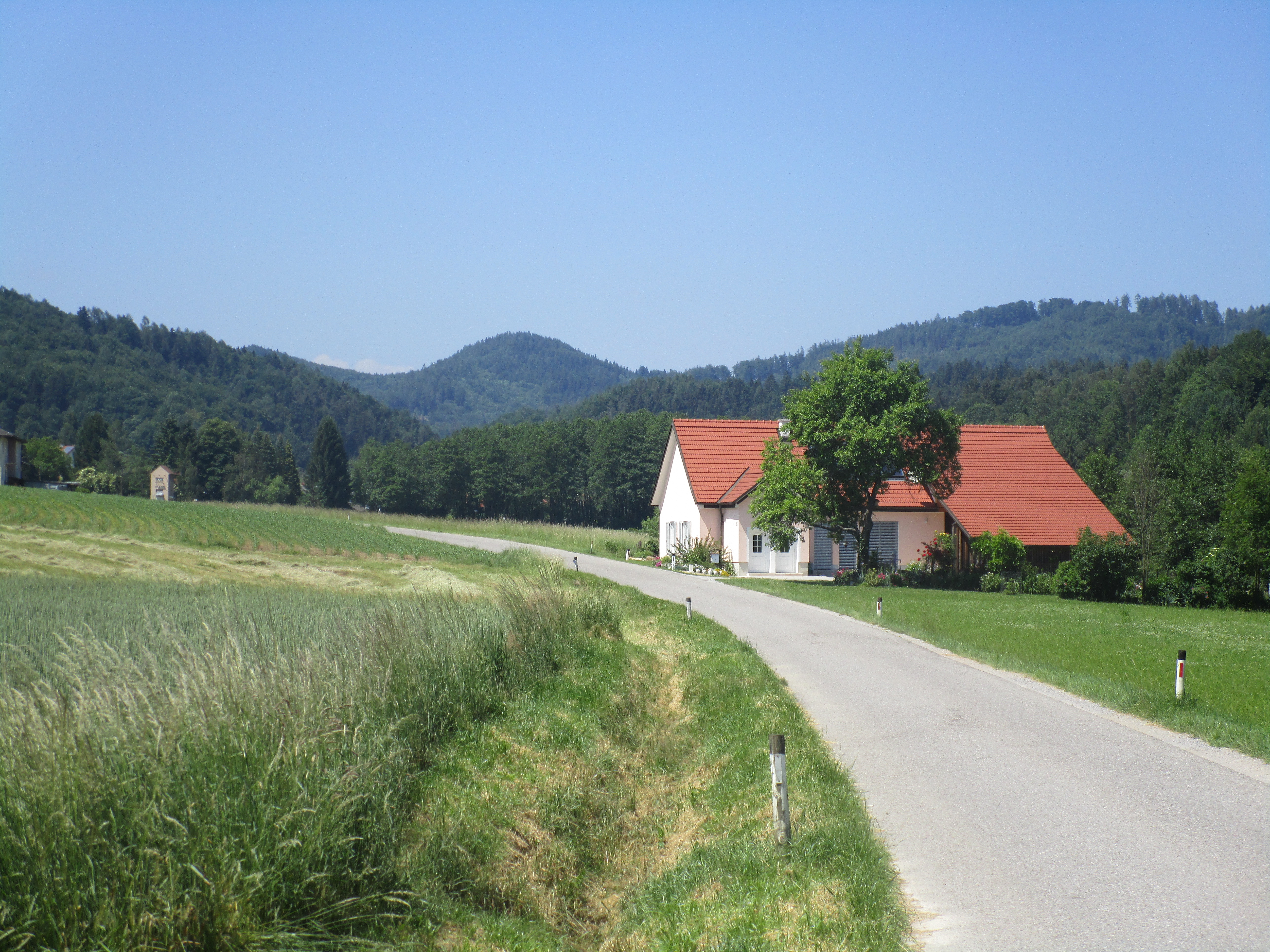
Generalkogel von Thal-Eben (Blickrichtung Norden)